# Platymetopius albus
Platymetopius albus är en insektsart som beskrevs av Lindberg 1927. Platymetopius albus ingår i släktet Platymetopius och familjen dvärgstritar. Inga underarter finns listade i Catalogue of Life.